# Алтин Асир
«Алтин Асир»  (туркм. Altyn Asyr) — туркменський професіональний футбольний клуб з міста Ашгабада, команда міністерства зв'язку Туркменістану. Виступає у Вищій лізі Туркменістану. Створений у травні 2008 року. Чемпіон Туркменістану 2014.

## Назва клубу
Назва клубу «Алтин Асир» (туркм. Altyn Asyr) українською мовою перекладається як «Золота доба».

## Клубні кольори
| Синій | Білий | Зелений |

## Історія
Команда вперше почала брати участь в чемпіонаті та розіграші Кубка Туркменістану в 2008 році. З перших днів участі команди в офіційних змаганнях нею керував директор клубу Умаргулі Нурмамедов. З 2008 року до середини 2012 року командою керував Алі Гурбані, з середини 2012 головний тренер команди Байрам Дурдиєв. З середини 2013 року керівником клубу став Гурбанмурат Ходжагельдієв. Набравши 65 очок, «Алтин Асир» завоював бронзові медалі Чемпіонату Туркменістану 2013.
З початку 2014 команду очолює Язгули Ходжагельдієв, йому допомагають відомі туркменські футболісти Гочкулі Гочкулієв і Курбангельди Дурдиєв. У цей час оновився склад команди, були запрошені досвідчені футболісти, а також молоді гравці, які подають великі надії. В кінці сезону вперше стали чемпіонами Туркменістану. За 36 турів чемпіонату Туркменістану, команда набрала 92 очки, виграла 29 ігор, 5 зіграла внічию і двічі програли, (м'ячі 91:25).
У лютому 2015 року «Алтин Асир» дебютував в Кубку АФК з поразки від єменського «Аль-Сакре» (0:1). Восени «Алтин Асир» виграв Суперкубок Туркменістану, а також захистив чемпіонський титул за 6 турів до закінчення чемпіонату. Нападник Сулейман Мухаді став другим бомбардиром чемпіонату з 29 забитими м'ячами в сезоні. У грудні команда вдруге стала володарем Кубку Туркменістану, в фіналі в серії післяматчевих пенальті переграли «Шагадам»..

## Досягнення
- Чемпіонат Туркменістану
  -  Чемпіон (8): 2014, 2015, 2016, 2017, 2018, 2019, 2020, 2021
  -  Срібний призер (1): 2010
  -  Бронзовий призер (2): 2013, 2024

- Кубок Туркменістану
  -  Володар (5): 2009, 2015, 2016, 2019, 2020
  -  Фіналіст (2): 2010, 2013

- Суперкубок Туркменістану
  -  Володар (8): 2015, 2016, 2017, 2018, 2019, 2020, 2021, 2022

- Кубок Президента Туркменістану
  -  Володар (2): 2010, 2011

- Кубок АФК
  - Фіналіст (1): 2018

## Статистика виступів у національних турнірах
| Сезон | Ліга | Ліга | Ліга | Ліга | Ліга | Ліга | Ліга | Ліга | Ліга | Кубок Туркменістану | Найкращий бомбардир                | Найкращий бомбардир | Менеджер                                 |
| Сезон | Див. | Міс. | Іг.  | В    | Н    | П    | ЗМ   | ПМ   | О    | Кубок Туркменістану | Ім'я                               | У лізі              | Менеджер                                 |
| ----- | ---- | ---- | ---- | ---- | ---- | ---- | ---- | ---- | ---- | ------------------- | ---------------------------------- | ------------------- | ---------------------------------------- |
| 2008  | 1-й  | 8    | 20   | 7    | 2    | 11   | 21   | 20   | 23   |                     |                                    |                     | Алі Гурбані                              |
| 2009  | 1-й  | 5    | 16   | 6    | 2    | 8    | 20   | 23   | 20   | Переможець          | Дідарклич Уразов                   | 10                  | Алі Гурбані                              |
| 2010  | 1-й  | 2    | 18   | 10   | 5    | 3    | 34   | 20   | 35   | Фіналіст            | Амір Гурбані Гахриманберди Чонкаєв | 10                  | Алі Гурбані                              |
| 2011  | 1-й  | 6    | 36   | 12   | 9    | 15   | 46   | 42   | 44   | 1/4 фіналу          |                                    |                     | Алі Гурбані                              |
| 2012  | 1-й  | 6    | 32   | 13   | 7    | 12   | 46   | 39   | 46   | 1/4 фіналу          |                                    |                     | Алі Гурбані Байрам Дурдиєв               |
| 2013  | 1-й  | 3    | 36   | 20   | 5    | 11   | 73   | 37   | 65   | Фіналіст            |                                    |                     | Байрам Дурдиєв Гурбанмурат Ходжагельдиєв |
| 2014  | 1-й  | 1    | 36   | 29   | 5    | 2    | 91   | 25   | 92   | 1/4 фіналу          | Байрам Дурдиєв                     | 26                  | Язгули Ходжагельдиєв                     |
| 2015  | 1-й  | 1    | 36   | 29   | 5    | 2    | 81   | 21   | 92   | Переможець          | Сулейман Мухадов                   | 29                  | Язгули Ходжагельдиєв                     |

## Статистика виступів на континентальних турнірах
| Сезон | Змагання  | Раунд            | Клуб       | Вдома | На виїзді | Всього |
| ----- | --------- | ---------------- | ---------- | ----- | --------- | ------ |
| 2015  | Кубок АФК | Попередній раунд | Аль-Сакр   | 0–1   |           |        |
| 2016  | Кубок АФК | Груповий етап    | Аль-Вахдат |       | 1-1       |        |
| 2016  | Кубок АФК | Груповий етап    | Аль-Ахед   | 2-0   |           |        |
| 2016  | Кубок АФК | Груповий етап    | Аль-Хідд   |       | 1-1       |        |

## Керівництво клубу
- Гурбанмурат Бердимухаммедович Ходжагельдієв — директор клубу
- Кічигул Назміратович Кічигулов — головний адміністратор
- Аннамухаммет Яров — керуючий

## Тренерський штаб
- Язкули Бердимухаммедович Бердиєв — головний тренер
- Гочгули Ханглиджович Гочкулиєв — старший тренер
- Курбангельди Хамбарович Дурдиєв — тренер
- Дмитро Михайлович Корж — тренер
- Ходжаахмет Аразов — тренер
- Максатмурат Ханглиджович Шамурадов — тренер воротарів
- Довлет Нурмухаммедович Гіліджов — лікар
- Бегенч Аймамедович Гараєв — масажист

## Відомі тренери
| Тренер          | Період          |
| --------------- | --------------- |
| Алікпер Гурбані | 2008 — 2012     |
| Байрам Дурдиєв  | 2012 — 2013     |
| Язкули Бердиєв  | 2014 — теп. час |